# Indische Cricket-Nationalmannschaft in England in der Saison 1936
Die Tour der indischen Cricket-Nationalmannschaft nach England in der Saison 1936 fand vom 27. Juni bis zum 18. August 1936. Die internationale Cricket-Tour war Bestandteil der Internationalen Cricket-Saison 1936 und umfasste drei Tests. England gewann die Serie 2–0.

## Vorgeschichte
Für beide Mannschaften war es die erste Tour der Saison.
Das letzte Aufeinandertreffen der beiden Mannschaften bei einer Tour fand in der Saison 1933/34 in Indien statt.

## Stadien
Die folgenden Stadien wurden für die Tour als Austragungsort vorgesehen.
| Stadion                     | Stadt      | Kapazität | Spiele  |
| --------------------------- | ---------- | --------- | ------- |
| The Oval                    | London     | 23.500    | 3. Test |
| Lord’s Cricket Ground       | London     | 30.000    | 1. Test |
| Old Trafford Cricket Ground | Manchester | 19.000    | 2. Test |

## Kaderlisten
Die Mannschaften benannten die folgenden Kader.
| Test | Test |
| England | Indien |
| --- | --- |
| - Gubby Allen (K) - Charlie Barnett - George Duckworth (wk) - Arthur Fagg - Laurie Fishlock - Harold Gimblett - Alf Gover - Wally Hammond - Joe Hardstaff - James Langridge - Maurice Leyland - Arthur Mitchell - Walter Robins - Jim Sims - Maurice Turnbull - Hedley Verity - Bill Voce - Stan Worthington - Bob Wyatt | - Maharajkumar of Vizianagram (K) - Mushtaq Ali - Wazir Ali - Dattaram Hindlekar - Dilawar Hussain (wk) - Baqa Jilani - Jahangir Khan - Khershed Meherhomji (wk) - Vijay Merchant - C. K. Nayudu - C. S. Nayudu - Mohammad Nissar - Phiroze Palia - Cotar Ramaswami - Amar Singh |

## Tests

### Erster Test in London
| 27. – 30. Juni Scorecard | London (Lord’s) | Indien 147 (55.1) & 93 (46)   | – | England 134 (61.1) & 108-1 (39.3) |
|                          |                 | England gewinnt mit 9 Wickets |   |                                   |

England gewann den Münzwurf und entschied sich als Feldmannschaft zu beginnen.

### Zweiter Test in Manchester
| 25. – 28. Juli Scorecard | Manchester | Indien 203 (68.1) & 390-5 (115) | – | England 571-8d (142) |
|                          |            | Remis                           |   |                      |

Indien gewann den Münzwurf und entschied sich als Schlagmannschaft zu beginnen.

### Dritter Test in London
| 15. – 18. August Scorecard | London (Oval) | England 471-8d (129) & 64-1 (13) | – | Indien 222 (85.5) & 312 (93) |
|                            |               | England gewinnt mit 9 Wickets    |   |                              |

England gewann den Münzwurf und entschied sich als Schlagmannschaft zu beginnen.